# Sorted
Sorted – drugi album grupy DJ? Acucrack.

## Lista utworów
1. "Mal Fader" (Jason Novak) – 6:03
2. "Chicks Dig Acid" (Novak) – 5:25
3. "Red Star Alien Race" (Novak) – 3:53
4. "Tech Support" (Novak) – 4:15
5. "So to Speak" (Novak/Toni Halliday) – 7:02
6. "The Test" (Novak) – 5:30
7. "Fulcrum Torque" (Novak) – 4:14
8. "Asphalt Heart Sounds" (Novak) – 7:15
9. "Chemo" (Novak) – 6:50
10. "Unsorted" (Novak/Dean Garcia) – 5:38
11. "Optimizer" (Novak) – 6:39
12. "Selector Vs. the Acucrack" (Novak) – 7:10

## Wykonawcy
- Jason Novak – programowanie, śpew
- Jamie Duffy – programowanie
- Toni Halliday – śpiew (5)
- Mike Egan – gitara (4)
- Dean Garcia – Breaks n'fx (11)
- Ethan Novak – keyboardy (10), samplery perkusykne (5,8)
- Rose Berlin – stylizacje wokalne (2)
- MC Geist – rap (4)
- Victoria – dominatrix (7)